# Тувинская автономная область
Тувинская автономная область (тув. Тыва автономнуг область) или Тувинская АО (тув. Тыва АО) — административно-территориальная единица РСФСР, существовавшая с 11 октября 1944 по 9 октября 1961.
Административный центр — город Кызыл.

## История
11 октября 1944 года признаваемая СССР независимой Тувинская Народная Республика вошла в состав СССР как Тувинская автономная область (Тувинская АО) в составе РСФСР.
10 октября 1961 года Тувинская АО была преобразована в Тувинскую АССР.

## Административное деление
На август 1945 года в Тувинской АО было 16 хошунов (районов) и 1 город областного подчинения — Кызыл:
- Бай-Тайгинский хошун — центр с. Тэли,
- Барун-Хемчикский — с. Кызыл-Мажалык,
- Дзун-Хемчикский — г. Чадан,
- Каа-Хемский — с. Сарыг-Сеп,
- Кызылский — г. Кызыл,
- Монгун-Тайгинский — с. Мугур-Аксы,
- Овюрский — с. Хандагайты,
- Пий-Хемский — г. Туран,
- Сут-Хольский — с. Суг-Аксы,
- Тандинский — с. Бай-Хак,
- Тере-Хольский — с. Чиргаланды,
- Тес-Хемский — с. Самагалтай,
- Тоджинский — с. Тора-Хем,
- Улуг-Хемский — г. Шагонар,
- Чаа-Хольский — с. Чаа-Холь,
- Эрзинский — с. Сарыг-Булун.

23 февраля 1953 года были упразднены Монгун-Тайгинский и Тере-Хольский районы.
28 марта 1957 года был упразднён Кызылский район.
11 апреля 1961 года были упразднены Сут-Хольский, Чаа-Хольский районы.
Перед преобразованием в Тувинскую АССР АО насчитывала 11 районов:
- Бай-Тайгинский, Барун-Хемчикский, Дзун-Хемчикский, Каа-Хемский, Овюрский, Пий-Хемский, Тандинский, Тес-Хемский, Тоджинский, Улуг-Хемский, Эрзинский.